# Эммери, Жан-Луи
Жан-Луи́ Клод Эммери́ (фр. Jean-Louis Claude Emmery; 26 апреля 1742, Мец — 15 июля 1823, Оньи) — французский политический деятель, президент Учредительного собрания (4—17 января 1791).

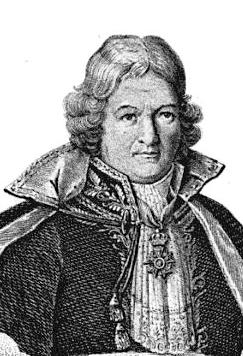
Жан-Луи Эммери, иллюстрация из французского издания 1830 года.

Отец Жака Эммери (фр. Jacques Emmery; 1783—1839).

## Биография
Фамилия его была еврейского происхождения, но ещё прадед его принял католицизм. В последние годы старого порядка Эммери был адвокатом при мецском парламенте.
В 1789 году он был избран в Учредительное собрание депутатом от третьего сословии. В работах собрания Эммери принимал деятельное участие, дважды был его президентом, но в качестве оратора выступал довольно редко, работая в комитетах. В конституционных вопросах он старался противодействовать чрезмерному ослаблению монархического авторитета.
В 1791 году был избран членом кассационного суда. Во время террора был арестован, но после 9 термидора освобождён и вернулся к исполнению своих обязанностей. В 1797 г. был избран в Совет пятисот, где примкнул к партии умеренных и занимался преимущественно юридическими вопросами. Во время переворота 18 фрюктидора он избежал ареста и ссылки.
Эммери содействовал перевороту 18 брюмера. Наполеон назначил его членом государственного совета. Он принимал деятельное участие в организационной работе эпохи консулата и был одним из редакторов знаменитого гражданского кодекса. В 1803 году он был назначен сенатором, а в 1808 г. получил титул графа де Грозье (фр. Comte de Grozyeulx). Тем не менее, в 1814 г. он подписал сенатское постановление, низлагавшее Наполеона.
Людовик XVIII назначил его пэром Франции. Во время ста дней Эммери вернулся в государственный совет. При второй реставрации он занял своё место в палате пэров и подал голос за казнь маршала Нея.

## Издания
Главный труд Эммери — «Recueil des edits, déclarations etc. enregistrées au Parlement de Metz» (1774—1788).